# ショーン・ブシャー
- ショーン・ブシャール
- ショーン・ブシャード
- ショーン・ボーチャード

ショーン・ウォルター・バーナード・ブシャー（Sean Walter Bernard Bouchard, 1996年5月16日 - ）は、 アメリカ合衆国カリフォルニア州サンディエゴ出身のプロ野球選手（外野手、一塁手）。右投右打。MLBのコロラド・ロッキーズ所属。
メディアによっては「ブシャール」、「ブシャード」、「ボーチャード」と表記されることもある。

## 経歴
2017年のMLBドラフト9巡目（全体266位）でコロラド・ロッキーズから指名され、プロ入り。契約後、傘下のA-級ボイシ・ホークスでプロデビュー。39試合に出場して打率.290、6本塁打、27打点、6盗塁を記録した。
2018年はA級アッシュビル・ツーリスツでプレーし、125試合に出場して打率.257、14本塁打、75打点、22盗塁を記録した。
2019年はA+級ランカスター・ジェットホークスでプレーし、91試合に出場して打率.292、13本塁打、68打点、8盗塁を記録した。
2020年は新型コロナウイルスの影響でマイナーリーグの試合が開催されなかったため、公式戦の出場は無かった。
2021年はAA級ハートフォード・ヤードゴーツでプレーし、91試合に出場して打率.292、14本塁打、46打点、8盗塁を記録した。
2022年は開幕をAAA級アルバカーキ・アイソトープスで迎えた。6月16日にメジャー契約を結んでアクティブ・ロースター入りし、19日のサンディエゴ・パドレス戦にて「8番・左翼手」で先発出場してメジャーデビュー。この年メジャーでは27試合に出場して打率.297、3本塁打、11打点を記録した。

## 詳細情報

### 年度別打撃成績
| 年 度    | 球 団    | 試 合 | 打 席 | 打 数 | 得 点 | 安 打 | 二 塁 打 | 三 塁 打 | 本 塁 打 | 塁 打 | 打 点 | 盗 塁 | 盗 塁 死 | 犠 打 | 犠 飛 | 四 球 | 敬 遠 | 死 球 | 三 振 | 併 殺 打 | 打 率 | 出 塁 率 | 長 打 率 | O P S |
| -------- | -------- | ----- | ----- | ----- | ----- | ----- | -------- | -------- | -------- | ----- | ----- | ----- | -------- | ----- | ----- | ----- | ----- | ----- | ----- | -------- | ----- | -------- | -------- | ----- |
| 2022     | COL      | 27    | 97    | 74    | 9     | 22    | 6        | 0        | 3        | 37    | 11    | 0     | 0        | 0     | 1     | 21    | 0     | 1     | 25    | 1        | .297  | .454     | .500     | .954  |
| 2023     | COL      | 21    | 43    | 38    | 11    | 12    | 2        | 0        | 4        | 26    | 7     | 0     | 1        | 0     | 1     | 4     | 0     | 0     | 14    | 0        | .316  | .372     | .684     | 1.056 |
| MLB：2年 | MLB：2年 | 48    | 140   | 112   | 20    | 34    | 8        | 0        | 7        | 63    | 18    | 0     | 1        | 0     | 2     | 25    | 0     | 1     | 39    | 1        | .304  | .429     | .563     | .992  |

- 2023年度シーズン終了時

### 年度別守備成績
| 年 度 | 球 団 | 左翼（LF） | 左翼（LF） | 左翼（LF） | 左翼（LF） | 左翼（LF） | 左翼（LF） | 右翼（RF） | 右翼（RF） | 右翼（RF） | 右翼（RF） | 右翼（RF） | 右翼（RF） |
| 年 度 | 球 団 | 試 合      | 刺 殺      | 補 殺      | 失 策      | 併 殺      | 守 備 率   | 試 合      | 刺 殺      | 補 殺      | 失 策      | 併 殺      | 守 備 率   |
| ----- | ----- | ---------- | ---------- | ---------- | ---------- | ---------- | ---------- | ---------- | ---------- | ---------- | ---------- | ---------- | ---------- |
| 2022  | COL   | 26         | 53         | 0          | 0          | 0          | 1.000      | -          | -          | -          | -          | -          | -          |
| 2023  | COL   | 4          | 11         | 0          | 0          | 0          | 1.000      | 12         | 19         | 0          | 1          | 0          | .950       |
| MLB   | MLB   | 30         | 64         | 0          | 0          | 0          | 1.000      | 12         | 19         | 0          | 1          | 0          | .950       |

- 2023年度シーズン終了時

### 背番号
- 12（2022年 - ）